# Not 4 Sale (Sammy Hagar)
| Recensione | Giudizio |
| ---------- | -------- |
| AllMusic   | [ 1 ]    |

Not 4 sale è il terzo album di Sammy Hagar e del gruppo Waboritas, uscito nel 2002 per l'Etichetta discografica Cabo Wabo Music.

## Tracce
1. Sammy Hagar – Stand Up – 5:58
2. Hagar – Hallelujah – 4:08
3. Hagar – Halfway to Memphis – 4:30
4. Jesse Harms – Things've Changed – 4:19
5. John Paul Jones, John Bonham, Hagar, Jimmy Page, Robert Plant – Whole Lotta Zep – 3:29
6. Hagar – The Big Nail – 3:29
7. Hagar – Make It Alright – 2:33
8. Hagar, Joe Hutchinson – Not 4 Sale – 3:38
9. Hagar – The Big Square Inch – 4:12
10. Hagar – Karma Wheel – 5:48

## Formazione
- Sammy Hagar - voce, chitarra
- Jesse Harms - tastiera
- Victore Johnson - chitarra
- David Lauser - batteria
- Mona Gnader - basso